# Canápolis (Bahia)
Canápolis é um município brasileiro do estado da Bahia. Localiza-se a uma latitude 13º04'11" sul e a uma longitude 44º12'08" oeste, estando a uma altitude de 680 metros. Sua população estimada em 2022 era de 10.608 habitantes. Com tradição na organização de festas juninas, sendo pioneira, cidade interiorana, onde a hospitalidade do povo, chama-nos a uma visita.
Possui uma área de 466,165 km². E está localizado a 862 km de Salvador e a 235 km de Barreiras, que é a principal cidade do oeste baiano.
Foi criado como Distrito com o nome de Ibiguaí, pela Lei Estadual nº 628, de 30 de dezembro de 1953, subordinado ao Município de Santana. Pela Lei Estadual nº 1.734, de 19 de julho de 1962, foi elevado à categoria de município com o nome de Canápolis. Foi instalado em 7 de abril de 1963, com a posse dos vereadores e do primeiro prefeito.